# Calvaire de la chapelle Saint-Guirec
Le calvaire de la chapelle Saint-Guirec est situé à Perros-Guirec en France.

## Localisation
Le calvaire est situé dans le bourg de Ploumanac'h sur la commune de Perros-Guirec, dans l'enclos de la chapelle Saint-Guirec, dans le département des Côtes-d'Armor, dans la région Bretagne.

## Description
Le calvaire est placé sur un soubassement constitué de deux massifs octogonaux en pierre de taille formant marche. Sur ce soubassement est placé un cube dont les arêtes sont chanfreinées. Une inscription illisible est gravée dans le bloc. La pierre monolithe qui forme le calvaire présente un fût et des arêtes chanfreinées. Une Bretonne vêtue de son costume et de sa coiffe, les deux mains repliées sur la poitrine, est sculptée à la base. Au-dessus, le Christ squelettique, une draperie autour des hanches, est crucifié, les pieds reposant sur une tête de chien.

## Historique
Le calvaire est classé au titre des monuments historiques par arrêté du 30 décembre 1930.

## Galerie

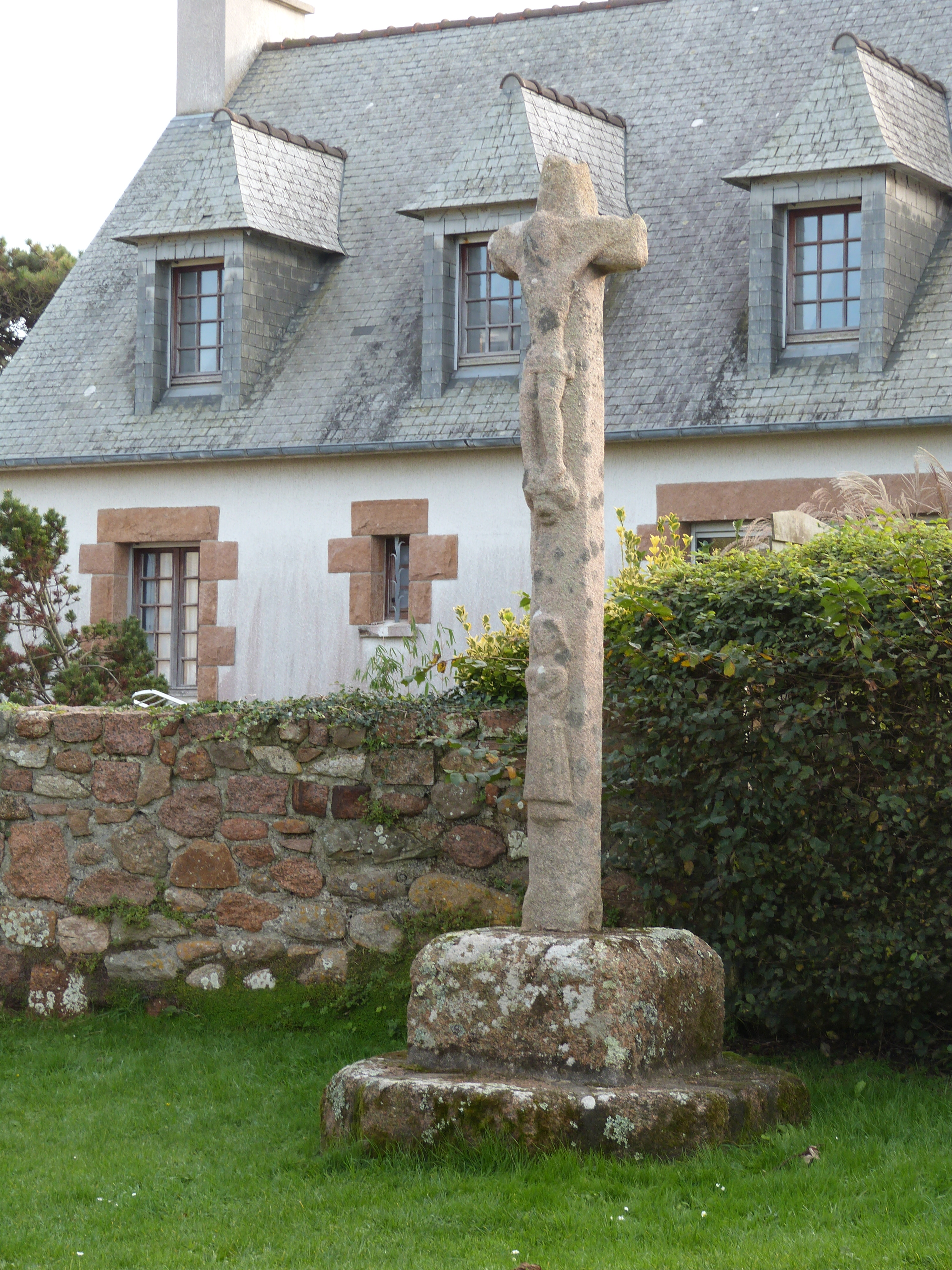
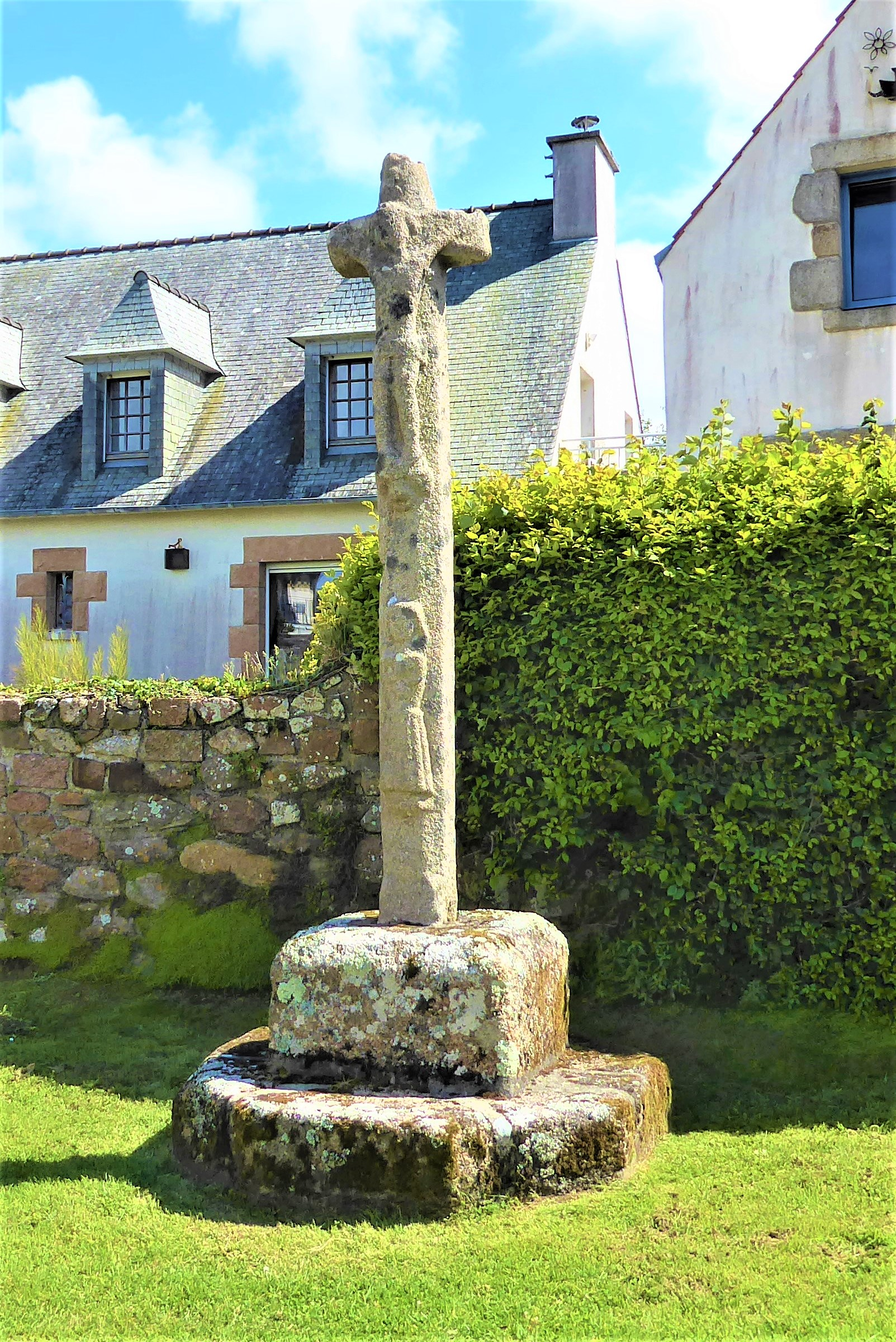
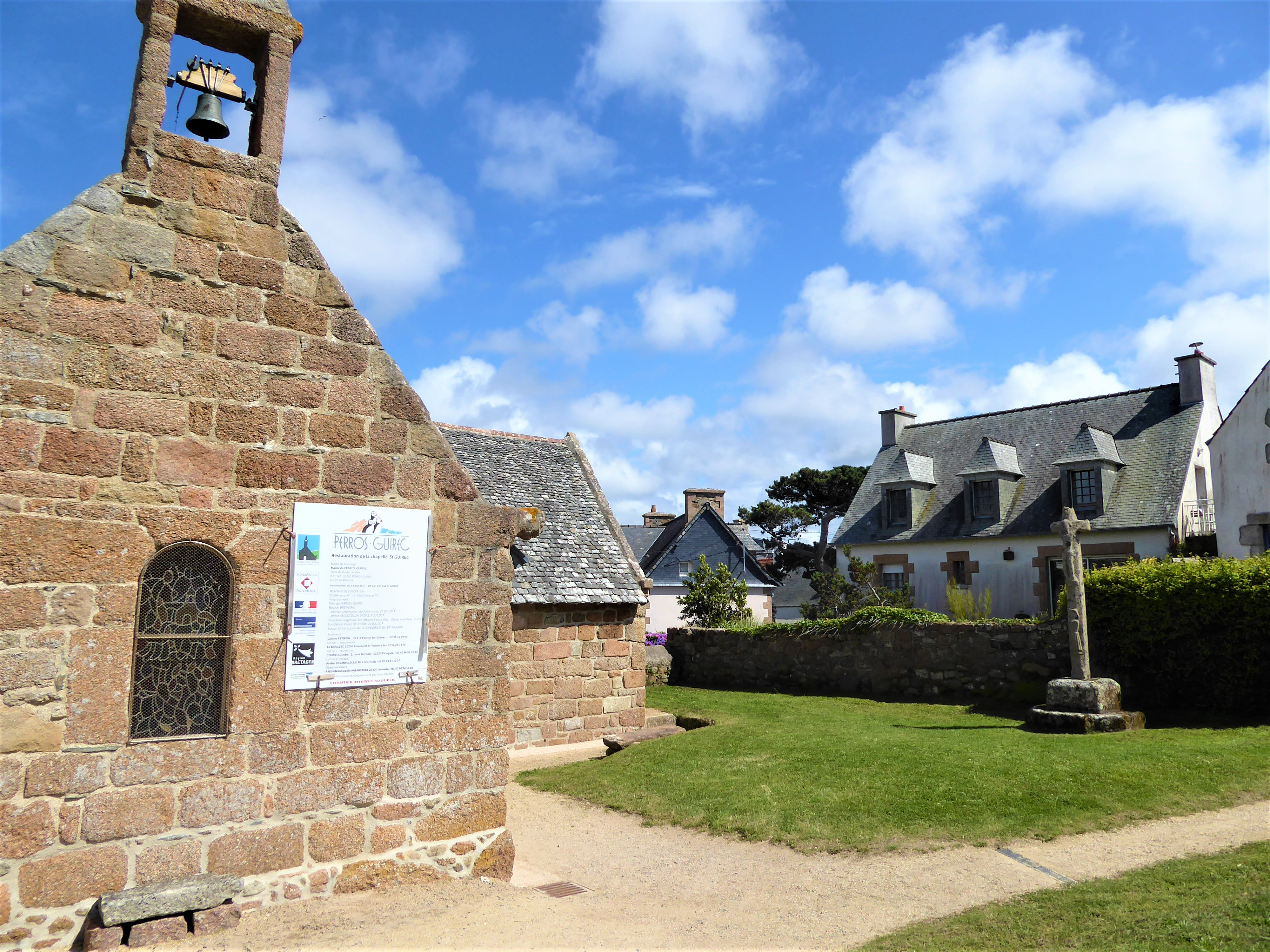
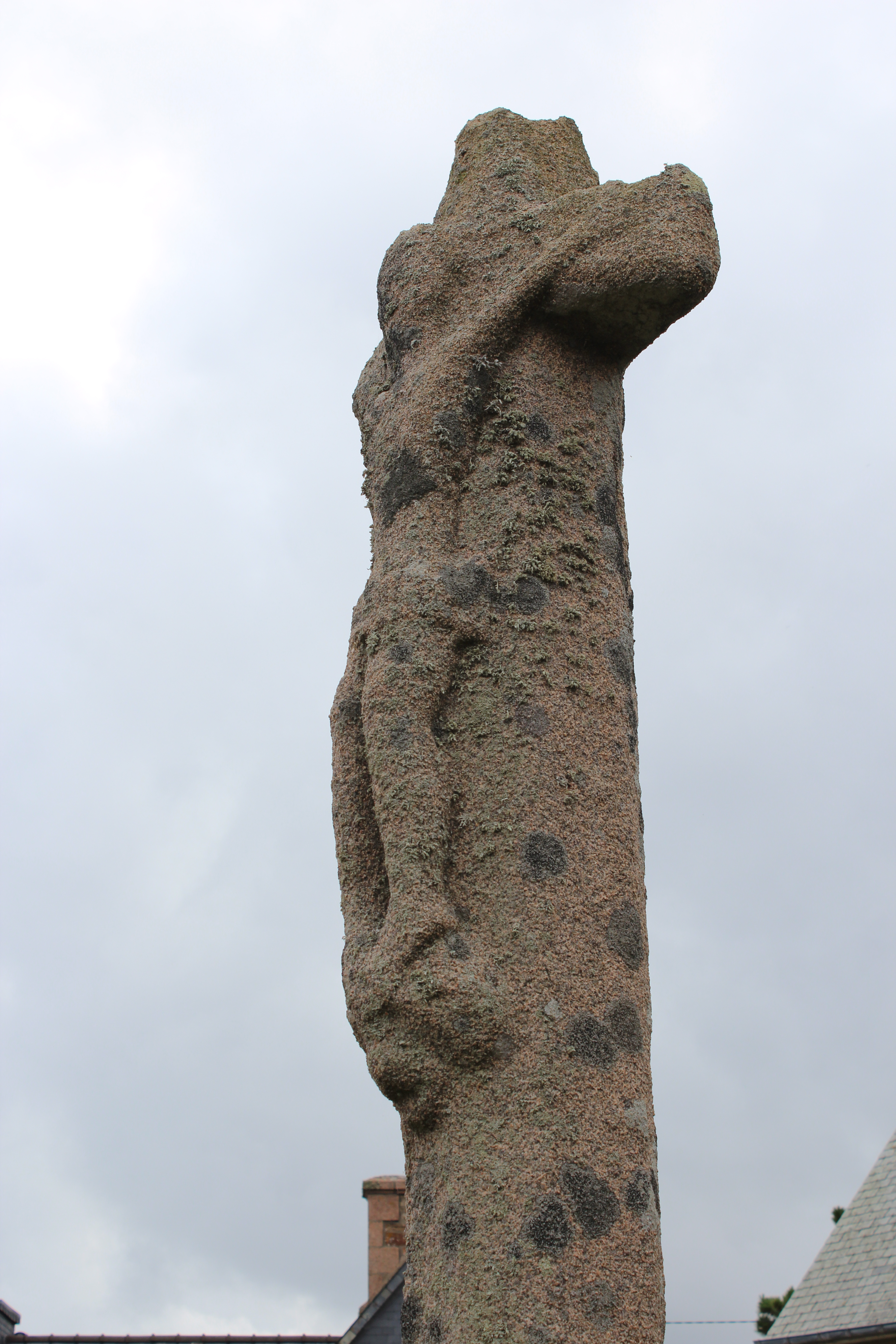
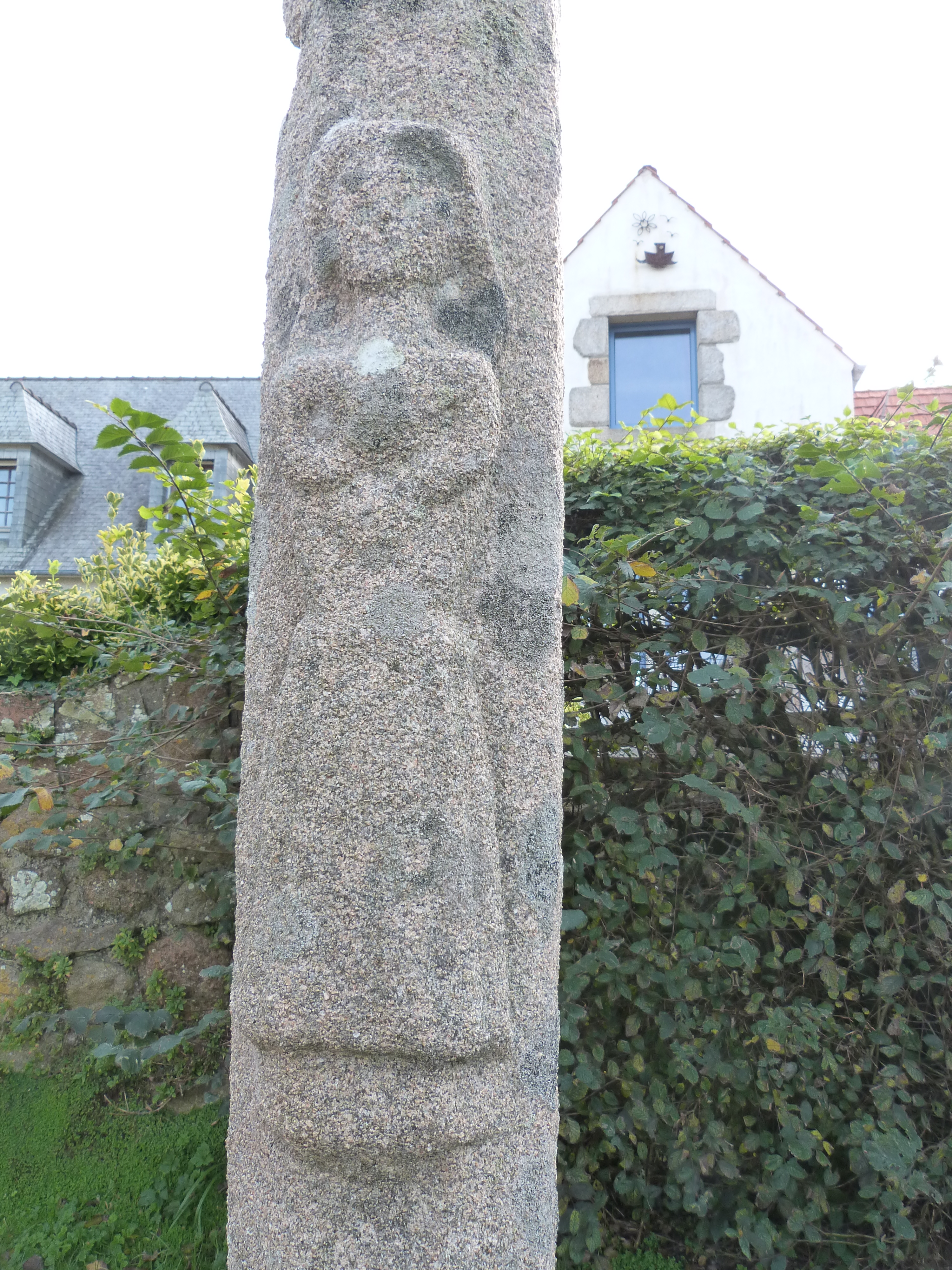
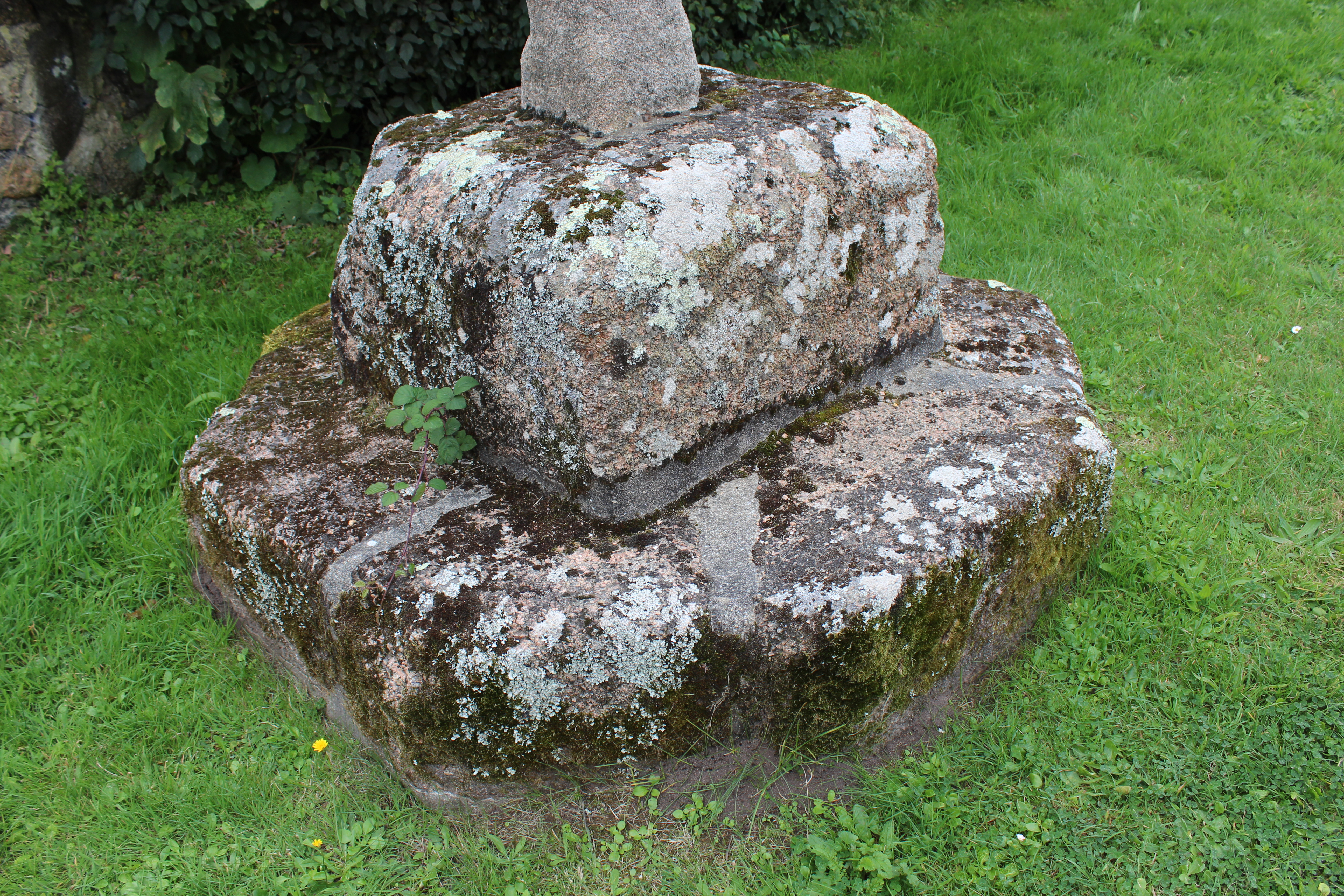